# Stefania roraimae
Stefania roraimae là một loài ếch thuộc họ Hemiphractidae.
Loài này có ở Guyana, có thể ở cả Brasil và Venezuela.
Môi trường sống tự nhiên của chúng là vùng núi ẩm nhiệt đới hoặc cận nhiệt đới.